# Моєчу-де-Сус
Моєчу-де-Сус (рум. Moieciu de Sus) — село у повіті Брашов в Румунії. Входить до складу комуни Моєчу.
Село розташоване на відстані 127 км на північний захід від Бухареста, 32 км на південний захід від Брашова.

## Населення
За даними перепису населення 2002 року у селі проживали 924 особи, з них 923 особи (99,9%) румунів. Рідною мовою 923 особи (99,9%) назвали румунську.